# Artigueloutan
Artigueloutan es una comuna francesa de la región de Aquitania en el departamento de Pirineos Atlánticos. Forma parte del área metropolitana de la ciudad de Pau por encontrarse a sólo cinco kilómetros al este de esta.
El topónimo Artigueloutan fue mencionado por primera vez en el año 1385 con el nombre de Artigueloptaa, aunque también se han empleado las variantes Artigalopta y Artigelobtaa a lo largo del siglo XIV.

## Demografía
| 403                       | 454 | 513 | 518 | 700 | 610 | 664 | 639 | 717 | 710 | 718 | 691 | 672 | 655 | 646 | 577 | 527 | 524 | 476 | 503 | 405 | 429 | 420 | 401 | 333 | 348 | 404 | 435 | 459 | 534 | 669 | 722 | 811 | 840 |
| (Fuente: Cassini e INSEE) |     |     |     |     |     |     |     |     |     |     |     |     |     |     |     |     |     |     |     |     |     |     |     |     |     |     |     |     |     |     |     |     |     |